# Tovarnik
Tovarnik ist eine Gemeinde im östlichen Teil Kroatiens. Sie befindet sich in der Region Syrmien und liegt in unmittelbarer Nähe der Grenze zu Serbien.

## Geographie
Tovarnik liegt etwa 50 Kilometer südöstlich von Osijek und 20 Kilometer südöstlich von Vukovar, 10 km südlich der Donau. Vukovar und Vinkovci sind die zwei größten nächstliegenden Städte in Kroatien, und Šid im angrenzenden Serbien. Diese Grenze ist eine EU-Außengrenze; Serbien ist aktuell nicht Mitglied der EU.
Administrativ gehört die Gemeinde zur Gespanschaft Vukovar-Srijem (kroatisch Vukovarsko-srijemska županija). Zu Tovarnik gehören die Dörfer Tovarnik unmittelbar an der Serbischen Grenze und Ilača westlich.
Zwischen Šid und Tovarnik liegt der Grenzübergang der D46 in Kroatien und der Landstraße 120 in Serbien (von Sremska Mitrovica). Die A3 (kroatische Autoroute respektive serbische Autoput) passiert einige Kilometer südlich bei Lipovac.
Die Bahnstrecke Zagreb–Belgrad führt von Zagreb über Tovarnik und Sid nach Belgrad.

## Geschichte
Schon in der Römerzeit gab es die Siedlung Ulmo an der Stelle des heutigen Tovarnik (römische Provinz Pannonia secunda; diese bestand 9 bis 433 n. Chr.).
Die älteste erhaltene schriftliche Erwähnung des Namens Tovarnik ist eine auf den 1. Juni 1335 datierte Urkunde.
Am 28. März 1737 wurde das Dorf vom Haus Eltz gekauft. 1738 wurde die neue Kirche des Heiligen Matthäus und des Heiligen Bartholomäus erbaut und eingeweiht. Die Ordensgemeinschaft der Franziskaner kam nach Tovarnik.
1758 wurde eine Schule eröffnet, 1826 ein Postamt 1826 und 1890 der Bahnhof von Tovarnik (Bahnstrecke Zidani Most–Novska).
1894 wurde das lokale kroatische Lesehaus gegründet.
Innerhalb des Königreichs Jugoslawien war Tovarnik administrativ Teil von Šid Srez zunächst innerhalb des vorjugoslawischen Kreises Syrmia (bis 1922), der Oblast Syrmia (1922–1929), danach der Donau-Banovina (1929–1939) und der Banovina von Kroatien (1939–1941).

### Zweiter Weltkrieg
Während des Zweiten Weltkriegs eroberte die Wehrmacht im Balkanfeldzug das Königreich Jugoslawien (6. bis 17. April 1941). Tovarnik gehörte zum
Unabhängigen Staates Kroatien, ein Marionettenstaat unter der Führung der faschistischen Organisation Ustaša, die zu dieser Zeit die gesamte Region Syrmien regierte und auf seinem Territorium den Völkermord an den Serben durchführte. Das historische serbische Dorf Ivanci, das südlich von Ilača lag, wurde am 30. November 1943 vollständig zerstört; 73 Einwohner wurden getötet.[5] [5] Überlebende Dorfbewohner fanden Rettung in Šidski Banovci, Tovarnik und Ilača. [5] Nach dem Zusammenbruch der Syrmischen Front am 12. April 1945 wurden lokale Donauschwaben und einige Kroaten (insgesamt 51) in Tovarnik ermordet, weil man sie für Kollaborateure hielt. Sie wurden vom Turm der Kirche St. Georg gestoßen. [6] Protestantische Donauschwaben aus Šidski Banovci wurden ausgewiesen, obwohl sie bei der Rettung von Überlebenden aus Ivanci halfen und die lokale orthodoxe Bevölkerung besser beschützten als katholische Donauschwaben.[5]

### Nachkriegszeit
Im Februar 1945 blieben einige kleinere Fragen bezüglich der Grenze zwischen der Autonomen Provinz Vojvodina, einem Teil der Sozialistischen Republik Serbien und der SR Kroatien ungelöst. Bundesbehörden beriefen im Juni 1945 eine fünfköpfige Kommission unter dem Vorsitz von Milovan Đilas. Als eines der umstrittenen Gebiete wurde der Bezirk Šid identifiziert. Die Kommission entschied, dass der Bezirk Šid, zu dem Tovarnik gehörte, ein Teil der Autonomen Provinz Vojvodina werden solle. Die Abgrenzungen der Kommission wurden später teilweise geändert, unter anderem im Fall des Bezirks Šid, wo Tovarnik, Ilača und Šidski Banovci in die Sozialistische Republik Kroatien überführt wurden.
2015 geriet der Ort in den Fokus der internationalen Aufmerksamkeit, als im Zuge der Flüchtlingskrise in Europa hunderttausende Menschen versuchten, von Griechenland aus andere EU-Länder zu erreichen (Balkanroute). Nachdem Ungarn Mitte September 2015 seinen Grenzzaun zu Serbien fertiggestellt hatte, wurde der Übergang Horgoš/Röszke gesperrt.  Bald verlagerten sich die Flüchtlingsströme auf die Route Kroatien–Slowenien–Südostösterreich, da diese Länder freies Geleit angekündigt hatten. Die serbisch-kroatische Grenze war zu der Zeit EU-Außengrenze, nicht aber Schengen-Außengrenze, Kroatien hatte dieses Abkommen nach den EU-Beitritt 2013 noch nicht unterzeichnet. Die Migranten informierten sich in sozialen Medien und reagierten schnell auf die veränderte Situation; der Grenzübergang Šid/Tovarnik wurde binnen weniger Tage zu einem Brennpunkt der Flüchtlingskrise. Schon am ersten Tag nach der Schließung der ungarischen Grenze, dem 16. September, passierten hier 9000 Menschen die Grenze, nachdem sie eine Polizeikette durchbrochen hatten, die einen geordneten Grenzübertritt organisieren sollte.

## Bevölkerung und Religion
Nach der Volkszählung 2011 hat die Gemeinde 2775 Einwohner, wovon 1916 in Tovarnik und 859 in Ilača leben. Die Mehrheit der Einwohner sind Kroaten (2527 Einwohner oder 91,06 % der Bevölkerung) und von den restlichen Nationalitäten stellen die Serben mit einer Zahl von 173 die größte Minderheit dar. Außerdem leben in Tovarnik noch Montenegriner (Crnogorci), Ungarn (Mađari), Makedonier (Makedonci), Deutsche (Njemci), Roma (Cigani), Russinen (Rusi), Slowaken (Slovaci), Italiener (Talijani) und Ukrainer (Ukrainci).
2509 Einwohner oder 90,41 % der Bevölkerung bezeichneten sich als römisch-katholisch und 171 (6,16 %) als orthodox. Einige bezeichneten sich als Muslime oder Protestanten.

## Wirtschaft
Die Gesamtfläche der Gemeinde beträgt 6455 ha; davon werden 5642 ha (87,4 %) der Gesamtfläche landwirtschaftlich genutzt. Die Wirtschaft der Gemeinde Tovarnik lebt vor allem von landwirtschaftlicher Tätigkeit. Die wichtigste Rolle spielen dabei der Getreideanbau sowie Obst und Früchte Anbau. Auf dem Gebiet der Gemeinde gibt es 2 Wirtschaftssubjekte, in denen 122 Arbeiter beschäftigt sind: Agro Tovarnik in Tovarnik und Poljoprivredna Zadruga in Ilača.

## Kultur
In der Gemeinde gibt es zwei Folklorevereine: den Folkloreverein A.G. Matoš in Tovarnik und den Folkloreverein Matija Gubec in Ilača. Beide Vereine nehmen jährlich an zahlreichen Folkloreveranstaltungen, wie z. B. dem Herbstfestival Vinkovci oder den Đakovački vezovi, teil.
Tovarniks Gemeinde veranstaltet jährlich lokale Fußballturniere, Jahrmärkte, Ausstellungen heimischer Fruchtschnäpse (Festival Voćnih rakija) und anderer Produkte aus Tovarnik und Umgebung.
A.G Matoš ist ein kroatischer Dichter, der in Tovarnik geboren und aufgewachsen ist. Das Haus, in dem er lebte, wird derzeit rekonstruiert und wird bald für Besucher und Schulklassen eröffnet.

## Sport
In Tovarnik gibt es die Fußballvereine NK Hajduk Tovarnik und NK Sremac Ilača.
- NK Hajduk Tovarnik wurde im Jahr 1924 gegründet. Der Verein und sein Bestehen war und ist noch immer eng mit der Landwirtschaft verbunden und auf private finanzielle Hilfe von den Einwohnern angewiesen. Heute zählt der Verein um die 70 Mitglieder in allen Altersgruppen und die Seniorenmannschaft spielt in der Ersten Liga der Gespanschaft Vukovar-Srijem.
- NK Sremac Ilača wurde im Jahr 1922 unter dem Namen Croatia gegründet, aber dann 20 Jahre später in Sremac umbenannt. Von 1941 bis 1991 war der Verein unter diesen Namen bekannt und änderte 1991 den Namen in Graničar, den er bis 1998 trug. Seit 1998 heißt der Verein wieder Sremac, hat um die 70 Mitglieder und spielt in der Ersten Liga der Gespanschaft Vukovar-Srijem.

## Persönlichkeiten
- Stjepan Kovačević (1841–1913), Politiker; von 1905 bis 1906 kroatisch-slawonisch-dalmatinischer Minister
- Antun Gustav Matoš (1873–1914), kroatischer Schriftsteller